# 3 хилядолетие пр.н.е.
| 30 | 29 | 28 | 27 | 26 | 25 | 24 | 23 | 22 | 21 | 20 | 19 | 18 | 17 | 16 | 15 | 14 | 13 | 12 | 11 | 10 | 9 | 8 | 7 | 6 | 5 | 4 | 3 | 2 | 1 | пр.н.е. << >> сл.н.е. | 1 (1–1000) | 2 (1001–2000) |

Третото хилядолетие (III) обхваща периода от началото на 3000 г. пр.н.е. до края на 2001 г. пр.н.е.

## Събития
- 31 век пр.н.е. – започване на Архаичен период на Египет
- Разцвет на Ур в Месопотамия (2474 – 2398 пр.н.е.)
- Първата династия на Вавилон
- 3. династия (ок. 2640 – 2575 пр.н.е.) и 4. династия (ок. 2575 – 2465 пр.н.е.) в Египет, начало на Древен Египет (3. – 6. династия), времето на пирамидите
- Индогерманите в Гърция (23 век пр.н.е.)
- 2501 пр.н.е. – потопът

## Култури

### Близък Изток
- ок. 2900 – 2350 г. пр.н.е.: Ранен династичен период в Месопотамия
- ок. 2334 – 2154 г. пр.н.е.: Акадска империя
- 3100 – 2686 г. пр.н.е.: Архаичен период на Египет
- ок. 2700 – 1600 г. пр.н.е.: Староеламитски период.
- 2686 – 2181 г. пр.н.е.: Старо царство, период от историята на Древен Египет
- 2181 – 2055 г. пр.н.е.: Първи преходен период на Древен Египет
- ок. 3000 г. пр.н.е.: Културата на нубийската група A приключва.
- ок. 2300 г. пр.н.е.: Културата на нубийската група C.

### Европа
- ок. 3200 г. пр.н.е.: Цикладска цивилизация в Егейските острови
- ок. 3200 – 3100 г. пр.н.е.: Еладски период
- ок. 3200 – 2800 г. пр.н.е.: Оциерска култура
- ок. 3200 г. пр.н.е.: Основаване на най-старата цивилизация в Европа – Минойска цивилизация.
- Култура на шнуровата керамика
- Късна майкопска култура
- Късна винчанска култура
- Култура на кълбовидната амфора
- Ямна култура, катакомбна култура, вероятно локуси на индоевропейска сатемизация.
- Синтащинската култура се появява от катакомбната култура от около 2200 г. пр.н.е., вероятно място на протоиндоиранската.
- Бутмирска култура
- Баденска култура

### Южна Азия
- ок. 2800 – 2600 г. пр.н.е.: Индска цивилизация

## Изобретения, открития
- Метрология и Абак в Месопотамия
- Строеж на голямата пирамида в Гиза (26 век пр.н.е.)

## Личности
- Гилгамеш – цар на Урук в Шумер
- Мескаламдуг – цар на Урук
- Мескаламдуг – 2600 пр.н.е. цар на Урук
- Саргон Акадски – цар, основател на Акад и Шумер (2371 – 2316 пр.н.е.)
- Матусал – син на Енох (3073 – 2104 пр.н.е.) и дядо на Ной
- Нармер – египетски фараон от 0. династия, управлявал ок. 3000 пр.н.е.
- Джосер – египетски фараон от 3. династия
- Хеопс – египетски фараон от 4. династия
- Хефрен – египетски фараон от 4. династия
- Микерин– египетски фараон от 4. династия